# Zdeněk Bažant
Zdeněk Pavel Bažant, né le 10 décembre 1937 à Prague, est un ingénieur civil, professeur de génie civil et de science des matériaux au département de génie civil et environnement à l'université Northwestern.

## Biographie
Bažant est considéré comme un des scientifiques les plus éminents en matière de mécanique du solide. Il a publié plus de 450 articles professionnels et six livres. Il a été élu à l'Académie nationale d'ingénierie américaine en 1966 et à la National Academy of Sciences en 2002. Il a dirigé soixante Ph.D. et a été distingué six fois docteur honoris causa (ČVUT 1991, Institut de technologie de Karlsruhe 1997, université du Colorado à Boulder 2000, École polytechnique de Milan 2001, INSA Lyon 2004, université technique de Vienne 2005 et université de Pau et des pays de l'Adour : 2023) .
Les recherches de Bažant ont atteint le grand public lorsque, quelques jours après les attentats du 11 septembre 2001, il a proposé une analyse structurelle de l'effondrement des twin towers du World Trade Center.
Il a publié cinq ans plus tard un article proposant une analyse complète du mécanisme d'effondrement progressif des gratte-ciels basée sur le 11 septembre.

## Publications
- (en) Zdeněk P. Bažant, Creep of Concrete in Structural Analysis, Prague, State Publishers of Technical Literature (SNTL), 1966
- (en) Zdeněk P. Bažant, Luigi Cedolin, Stability of Structures : Elastic, Inelastic, Fracture and Damage Theories, New York, Oxford University Press, 1991, 1011 p., poche (ISBN 978-0-486-42568-9, LCCN 2002031511, lire en ligne), p. 1011 pages
- (en) Zdeněk P. Bažant, Maurice F. Kaplan, Concrete at High Temperatures : Material Properties and Mathematical Models, Londres, Longman (Addison-Wesley), 1996, 1re éd., 412 p. (ISBN 978-0-582-08626-5)
- (en) Zdeněk P. Bažant, Jaime Planas, Fracture and Size Effect in Concrete and Other Quasibrittle Materials, Boca Raton et Londres, CRC Press, 1998, 616 p. (ISBN 978-0-8493-8284-0, lire en ligne)
- (en) Milan Jirásek, Zdeněk P. Bažant, Inelastic Analysis of Structures, Londres et New York, J. Wiley & Sons, 2002, 735 p.
- (en) Zdeněk P. Bažant, Scaling of Structural Strength, Londres, Hermes Penton Science, 2002, 280 p. (ISBN 978-1-56032-984-8, LCCN 2005276815, lire en ligne)